# 塞喬夫采

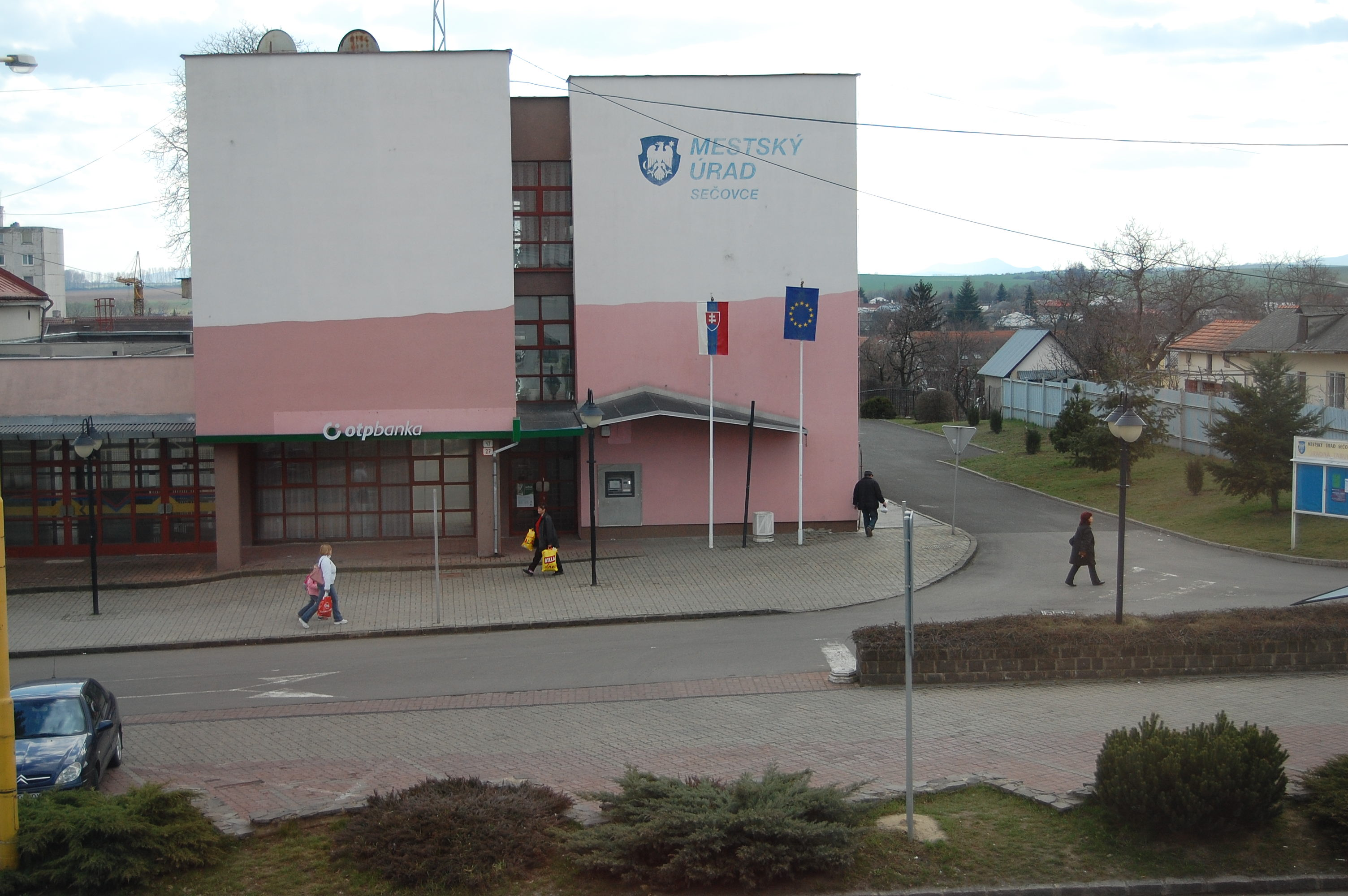

塞喬夫采是斯洛伐克的城鎮，位於該國東南部，由科希策州負責管轄，面積32.66平方公里，海拔高度149米，2005年人口7,945，其中一半居民信奉羅馬天主教。

## 外部連結
- Municipal website （页面存档备份，存于）